# Бернар Зеньє
Бернар Зеньє (фр. Bernard Zénier, нар. 21 серпня 1957, Жиромон) — французький футболіст, що грав на позиції півзахисника, нападника, зокрема за «Мец» та національну збірну Франції.
Чемпіон Франції. Володар Кубка Франції. 

## Клубна кар'єра
Народився 21 серпня 1957 року в місті Жиромон. Вихованець футбольної школи клубу «Флоранж».
У дорослому футболі дебютував 1974 року виступами за команду «Мец», в якій провів чотири сезони, взявши участь у 89 матчах чемпіонату.  Більшість часу, проведеного у складі «Меца», був основним гравцем команди.
Своєю грою за цю команду привернув увагу представників тренерського штабу клубу «Нансі», до складу якого приєднався 1978 року. Відіграв за команду з Нансі наступні п'ять сезонів своєї ігрової кар'єри. Граючи у складі «Нансі» також здебільшого виходив на поле в основному складі команди. У складі «Нансі» був одним з головних бомбардирів команди, маючи середню результативність на рівні 0,36 гола за гру першості.
Протягом сезону 1983/84 захищав кольори «Бордо», виборовши у його складі титул чемпіона Франції.
1984 року уклав контракт з клубом «Марсель», у складі якого провів наступні два роки своєї кар'єри гравця, після чого повернувся до рідного «Меца», за який відіграв останні п'ять сезонів у кар'єрі. У першому після повернення сезоні 1986/87 з 18 голами став найкращим бомбардиром французької першості і встановив власний рекорд результативності. 1988 року здобув із командою титул володарів Кубка Франції.

## Виступи за збірну
1977 року дебютував в офіційних матчах у складі національної збірної Франції. Викликався до лав збірної нерегулярно і протягом наступного десятиріччя провів у її формі 5 матчів, забивши один гол.

## Статистика виступів

### Статистика клубних виступів
| Сезон               | Команда             | Чемпіонат           | Чемпіонат | Чемпіонат | Національний кубок | Національний кубок | Національний кубок | Континентальні кубки | Континентальні кубки | Континентальні кубки | Інші змагання | Інші змагання | Інші змагання | Усього | Усього |
| Сезон               | Команда             | Ліга                | Ігор      | Голів     | Ліга               | Ігор               | Голів              | Ліга                 | Ігор                 | Голів                | Ліга          | Ігор          | Голів         | Ігор   | Голів  |
| ------------------- | ------------------- | ------------------- | --------- | --------- | ------------------ | ------------------ | ------------------ | -------------------- | -------------------- | -------------------- | ------------- | ------------- | ------------- | ------ | ------ |
| 1974–75             | «Мец»               | Д1                  | 5         | 4         | КФ                 | -                  | -                  | -                    | -                    | -                    | -             | -             | -             | 5      | 4      |
| 1975–76             | «Мец»               | Д1                  | 17        | 6         | КФ                 | 5                  | 3                  | -                    | -                    | -                    | -             | -             | -             | 22     | 9      |
| 1976–77             | «Мец»               | Д1                  | 31        | 5         | КФ                 | 3                  | 5                  | -                    | -                    | -                    | -             | -             | -             | 34     | 10     |
| 1977–78             | «Мец»               | Д1                  | 36        | 3         | КФ                 | 5                  | 0                  | -                    | -                    | -                    | -             | -             | -             | 41     | 3      |
| 1978–79             | «Нансі»             | Д1                  | 37        | 15        | КФ                 | 5                  | 2                  | КВК                  | 4                    | 2                    | -             | -             | -             | 46     | 19     |
| 1979–80             | «Нансі»             | Д1                  | 16        | 5         | КФ                 | -                  | -                  | -                    | -                    | -                    | -             | -             | -             | 16     | 5      |
| 1980–81             | «Нансі»             | Д1                  | 38        | 16        | КФ                 | 5                  | 3                  | -                    | -                    | -                    | -             | -             | -             | 43     | 19     |
| 1981–82             | «Нансі»             | Д1                  | 33        | 13        | КФ                 | 5                  | 3                  | -                    | -                    | -                    | -             | -             | -             | 38     | 16     |
| 1982–83             | «Нансі»             | Д1                  | 20        | 4         | КФ                 | 2                  | 0                  | -                    | -                    | -                    | -             | -             | -             | 22     | 4      |
| Усього за «Нансі»   | Усього за «Нансі»   | Усього за «Нансі»   | 144       | 53        |                    | 17                 | 8                  |                      | 4                    | 2                    |               | -             | -             | 165    | 63     |
| 1983–84             | «Бордо»             | Д1                  | 25        | 4         | КФ                 | 3                  | 0                  | КУЄФА                | 2                    | 0                    | -             | -             | -             | 30     | 4      |
| 1984–85             | «Марсель»           | Д1                  | 31        | 10        | КФ                 | 3                  | 0                  | -                    | -                    | -                    | -             | -             | -             | 34     | 10     |
| 1985–86             | «Марсель»           | Д1                  | 34        | 8         | КФ                 | 7                  | 2                  | -                    | -                    | -                    | -             | -             | -             | 41     | 10     |
| Усього за «Марсель» | Усього за «Марсель» | Усього за «Марсель» | 65        | 18        |                    | 10                 | 2                  |                      | -                    | -                    |               | -             | -             | 75     | 20     |
| 1986–87             | «Мец»               | Д1                  | 37        | 18        | КФ                 | 1                  | 0                  | -                    | -                    | -                    | -             | -             | -             | 38     | 18     |
| 1987–88             | «Мец»               | Д1                  | 30        | 4         | КФ                 | 8                  | 3                  | -                    | -                    | -                    | -             | -             | -             | 38     | 7      |
| 1988–89             | «Мец»               | Д1                  | 21        | 5         | КФ                 | 1                  | 0                  | -                    | -                    | -                    | -             | -             | -             | 22     | 5      |
| 1989–90             | «Мец»               | Д1                  | 34        | 9         | КФ                 | 2                  | 0                  | -                    | -                    | -                    | -             | -             | -             | 36     | 9      |
| 1990–91             | «Мец»               | Д1                  | 21        | 1         | КФ                 | -                  | -                  | -                    | -                    | -                    | -             | -             | -             | 21     | 1      |
| Усього за «Мец»     | Усього за «Мец»     | Усього за «Мец»     | 232       | 55        |                    | 25                 | 11                 |                      | -                    | -                    |               | -             | -             | 257    | 66     |
| Усього за кар'єру   | Усього за кар'єру   | Усього за кар'єру   | 466       | 130       |                    | 55                 | 21                 |                      | 6                    | 2                    |               | -             | -             | 527    | 153    |

## Титули і досягнення

### Командні
- Чемпіон Франції (1):

«Бордо»: 1983-1984
- Володар Кубка Франції (1):

«Мец»: 1987-1988

### Особисті
- Найкращий бомбардир чемпіонату Франції (1):

1986-1987 (18 голів)